# サルビア・リラータ
サルビア・リラータ（Salvia lyrata）はシソ科アキギリ属の植物の一種。アメリカ合衆国東部、コネチカット州から西はカンザス州、南はフロリダ州とテキサス州までに範囲に生息する。
多年草。葉は下のほうで伸び、花茎は50センチメートルまで伸びる。大きな葉はロゼット状になり、小さな葉が直立する花茎に対生する。葉は長さは15センチメートル、幅は5センチメートルになる。花は薄い青色で長さは25センチメートルになる。
庭でも栽培される。以下のような品種がある。
- パープル・プリンス（Purple Prince） - 高さ35センチメートル。葉脈が赤紫色。
- パープル・ボルケーノ（Purple Volcano） - 高さ35センチメートル。葉が濃い紫色。

リンネの『植物の種』(1753年) で記載された植物の一つである。